# Gims
Gandhi Alimasi Djuna (Kinsasa, 6 de mayo de 1986), más conocido por su nombre artístico Gims (antiguamente Maître Gims), es un rapero y cantante congoleño. Es miembro del grupo de hip hop Sexion d'Assaut y también ha desarrollado una carrera como solista con el lanzamiento de su álbum titulado Subliminal.

## Carrera
Gandhi Djuna, nacido en Kinshasa, emigró a Francia cuando tenía dos años. Creció en el distrito 3 de París, más tarde se mudó al distrito 9 y finalmente al distrito 19. Con el nombre de Gims, rapeaba con sus amigos de universidad con los que formó el grupo de Sexion d'Assaut mientras estudiaba comunicación y artes gráficas, y trabajaba de cartero por las noches.
Grabó su primera pista Coup 2 Pression con Sexion d'Assaut  y trabajó con JR en el Prototipo 3015 dúo proyecto. Decidió añadir Maître a su nombre Gims y también utilizó el seudónimo "le Fléau" ("el Azote"). Además, trabajó en varios temas independientes y en un mixtape llamado La Terre du Milieu  ("La Tierra media"). En 2007, también trabajó como productor, escribió piezas instrumentales y sacó su maxi Ceux qui dorment les yeux ouverts ("Los que sueñan con los ojos abiertos"). En el maxi-single había pistas con Sexion d'Assaut, Rapper Koma (de Scred Connexion) y un cantante llamado Carole. Continuando con pistas récord con Sexion d'Assaut, participa a 2 12 Inch'All Star (una famosa batalla de gallos en París), convirtiéndose en uno de los freestylers franceses más famosos. También participó en un álbum de 2008 al que llamó Le Renouveau ("El Renacido").
En 2011, Maître Gims emitió una colaboración con su padre Djuna Djanana en un álbum nuevo de Djanana. En 2012, el artista saca un cómic llamado Au cœur du vortex ("En el Corazón del Vórtice").
Maître Gims empieza su carrera en solitario con el álbum Subliminal, que lanza el 20 de mayo de 2013. Anteriormente, hizo algunos teasings como con el vídeo "Welcome to the Wa Part. 4 : La Consécration", en el que anuncia la salida de su álbum, y 2 singles anteriores, "Meurtre par strangulation" (M.P.S.) el 1 de marzo, y J'me tire el 15 de marzo de 2013, justo dos semanas más tarde, que se quedó en la primera posición del SNEP durante 4 semanas. Subliminal fue por lo tanto un éxito comercial grande, llegando a ser primero en el Ultratop de Wallonia y segundo en el SNEP. El 2 de diciembre de 2013, una nueva edición  titulada Subliminal La Face cachée  fue lanzdada por Wati B y Jive Registros, conteniendo 6 pistas adicionales además de las 18 pistas en la liberación Subliminal original. También ha empezado su compañía discográfica propia, MMC (Monstre Marin Corporation).
En mayo de 2025, lanzó una canción en colaboración con Werenoi, la última que este último lanzaría, ya que lamentablemente falleció 15 días después del lanzamiento de la canción.

## Monstre Marin Corporation (MMC)
Maître Gims Creó su compañía discográfica propia MMC, afiliada con la filial francesa de Música Universal. (Universal Music France). Cantantes como Bedjik (su hermano menor), Yanslo, DJ Last One, el DJ de Maitre Gims, Amalya, un participante de The Voice: La plus belle voix, Vitaa, o cantantes más famosos como L'Algérino, Lartiste o Kaaris, firmaron para esta compañía.

## Vida personal
Proviene de una familia musical, su padre es Djanana Djuna, un vocalista de Papa Wemba. El hermano pequeño de Maître Gims, Dadju, se convirtió también en uno de los cantantes con mas éxito de Francia. Sus hermanos Bedjik y Xgangs son también raperos. Maître Gims se casó muy joven y actualmente es padre de cinco niños. De padres cristianos, se convirtió al Islam en 2004. En 2013, siguiendo el éxito internacional enorme de "J'me tire", Maître Gims lanzó Vortx Vx, su línea de ropa propia, que se el ve llevar en le clip del mismo single.

## Discografía

### Álbumes
Álbumes como solista
| Año  | Álbum                                                                                                 | Mejores posiciones | Mejores posiciones | Mejores posiciones | Mejores posiciones | Mejores posiciones | Certificaciones                                                                                                 |
| Año  | Álbum                                                                                                 | FRA                | BEL (Fl)           | BEL (Va)           | NLD                | SUI                | Certificaciones                                                                                                 |
| ---- | --- | ------------------ | ------------------ | ------------------ | ------------------ | ------------------ | --- |
| 2013 | Subliminal - Fecha de lanzamiento: 20 de mayo de 2013 - Discográfica: Wati B, MMC (Edición estándar)  | 2                  | 47                 | 1                  | 94                 | 11                 | Disco de diamante (dado después de las 500.000 ventas, pero al final el álbum vendió más de 1 millón de copias) |
| 2015 | Mon cœur avait raison - Fecha de lanzamiento: 28 de agosto de 2015 - Discográfica: Wati B, Sony Music | 1                  | 24                 | 1                  | 40                 | 3                  | |

Otros
- 2013: La face cachée (18 pistas de Subliminal, más 6 pistas adicionales) [Wati B / Jive Records]
- 2016: À contrecœur (13 pistas de Mon cœur avait raison, más 7

### Mixtapes y otros álbumes
- 2005: La terre du milieu (3e Prototype Mixtape)
- 2008: Le Renouveau (3e Prototype Street album)

### EP
| Año  | Título del EP | Mejores posiciones |
| Año  | Título del EP | FRA                |
| ---- | ------------- | ------------------ |
| 2013 | Bella EP      | 193                |

### Sencillos
| Año  | Sencillo                                               | Mejores posiciones | Mejores posiciones | Mejores posiciones | Mejores posiciones | Mejores posiciones | Mejores posiciones | Álbum                                |
| Año  | Sencillo                                               | FRA                | BEL (Fl)           | BEL (Va)           | NLD                | SUI                | ITA                | Álbum                                |
| ---- | ------------------------------------------------------ | ------------------ | ------------------ | ------------------ | ------------------ | ------------------ | ------------------ | ------------------------------------ |
| 2006 | Pour ceux qui dorment les yeux ouverts (Maxi sencillo) | -                  | -                  | -                  | -                  | -                  | -                  | Maxi sencillo. Lanzamiento sin álbum |
| 2013 | "Meurtre par strangulation"                            | 59                 | -                  | 67*                | -                  | -                  | -                  | Subliminal                           |
| 2013 | "J'me tire"                                            | 1                  | 4                  | 1                  | 5                  | 17                 | -                  | Subliminal                           |
| 2013 | "Bella"                                                | 3                  | 56*                | 3                  | -                  | 25                 | -                  | Subliminal                           |
| 2013 | "One Shot" (feat. Dry)                                 | 16                 | 57*                | 25                 | -                  | -                  | -                  | Subliminal                           |
| 2013 | "Ça marche" (feat. The Shin Sekaï)                     | 29                 | 109*               | 28                 | -                  | -                  | -                  | Subliminal                           |
| 2013 | "Changer"                                              | 9                  | -                  | 15                 | -                  | -                  | -                  | Subliminal                           |
| 2013 | "Zombie"                                               | 3                  | -                  | 21                 | -                  | 66                 | -                  | Subliminal - La face cachée          |
| 2013 | "Warano-Style"                                         | 21                 | -                  | 54*                | -                  | -                  | -                  | Subliminal - La face cachée          |
| 2015 | "Est-ce que tu m'aimes ?"                              | 3                  | 19                 | 2                  | -                  | 43                 | 1                  | Mon cœur avait raison                |
| 2015 | "Laissez passer"                                       | 7                  | -                  | 26                 | -                  | -                  | -                  | Mon cœur avait raison                |
| 2015 | "Brisé"                                                | 6                  | -                  | 36                 | -                  | -                  | -                  | Mon cœur avait raison                |
| 2015 | "Sapés comme jamais" (feat. Niska)                     | 3                  | -                  | 21                 | -                  | -                  | -                  | Mon cœur avait raison                |

* No apareció en la lista oficial de Bélgica Ultratop 50, sino más bien en las listas Ultratip. Para las posiciones en Ultratip, se añadieron 50 posiciones para llegar a una posición Ultratop equivalente
Otros lanzamientos y canciones posicionadas en listas
| align="Enter " rowspan="2" width="10"\|Año                           | Sencillo                                 | Mejores posiciones          | Álbum                  |
| FRA                                                                  | Sencillo                                 |                             | Álbum                  |
| -------------------------------------------------------------------- | ---------------------------------------- | --------------------------- | ---------------------- |
| 2013                                                                 |                                          |                             |                        |
| "VQ2PQ"                                                              | 66                                       | Subliminal                  |                        |
| "Épuisé"                                                             | 79                                       | Subliminal                  |                        |
| "Pas touché" (feat. Pitbull)                                         | 90                                       | Subliminal                  |                        |
| "Ça décoiffe" (feat. Black M & Jr O Crom)                            | 104                                      | Subliminal                  |                        |
| "À la base"                                                          | 134                                      | Subliminal                  |                        |
| "La chute"                                                           | 137                                      | Subliminal                  |                        |
| "Freedom" (feat. H Magnum)                                           | 146                                      | Subliminal                  |                        |
| "Outsider" (feat. Beidjik - Dadju (The Shin Sekaï) - Xgangs)         | 147                                      | Subliminal                  |                        |
| "Où est ton arme" (feat. Maska)                                      | 163                                      | Subliminal                  |                        |
| "Laisse tomber" (feat. Dr. Beriz & Insolent (L'Institut))            | 200                                      | Subliminal                  |                        |
| "Bavon" (feat. Charly Bell)                                          | 92                                       | Les Chroniques du Wati Boss |                        |
| "Monstre marin"                                                      | 50                                       | Subliminal - La face cachée |                        |
| "Close Your Eyes" (feat. Jr O Crom)                                  | 54                                       | Subliminal - La face cachée |                        |
| "De Marseille à Paris" (feat. Bedjik, Dr. Beriz, H Magnum & Soprano) | 58                                       | Subliminal - La face cachée |                        |
| "You Lose"                                                           | 65                                       | Subliminal - La face cachée |                        |
| 2015                                                                 | "Melynda Gates"                          | 112                         | Mon coeur avait raison |
| 2015                                                                 | "Longue vie" (featuring Lefa)            | 52                          | Mon coeur avait raison |
| 2015                                                                 | "Je te pardonne" (featuring Sia)         | 15                          | Mon coeur avait raison |
| 2015                                                                 | "Tu vas me manquer"                      | 8                           | Mon coeur avait raison |
| 2015                                                                 | "Mon cœur avait raison"                  | 54                          | Mon coeur avait raison |
| 2015                                                                 | "Hasta luego"                            | 75                          | Mon coeur avait raison |
| 2015                                                                 | "Habibi"                                 | 86                          | Mon coeur avait raison |
| 2015                                                                 | "Contradiction" (featuring Barack Adama) | 98                          | Mon coeur avait raison |
| 2015                                                                 | "Number One" (featuring H Magnum)        | 143                         | Mon coeur avait raison |
| 2015                                                                 | "ABCD"                                   | 165                         | Mon coeur avait raison |
| 2015                                                                 | "La main du roi"                         | 171                         | Mon coeur avait raison |
| 2015                                                                 | "Cadeaux"                                | 183                         | Mon coeur avait raison |
| 2015                                                                 | "Sans rétro" (featuring Dadju)           | 184                         | Mon coeur avait raison |

Aparece en
| Año  | Sencillo                                                                | Mejores posiciones | Mejores posiciones | Mejores posiciones | Certificaciones | Álbum                                    |
| Año  | Sencillo                                                                | FRA                | BEL (Fl)           | BEL (Va)           | Certificaciones | Álbum                                    |
| ---- | ----------------------------------------------------------------------- | ------------------ | ------------------ | ------------------ | --------------- | ---------------------------------------- |
| 2011 | "Pas de nouvelle bonne nouvelle" (DJ Abdel feat. Maitre Gims & Black M) | 84                 | –                  | –                  |                 |                                          |
| 2012 | "Ma mélodie" (Dry feat. Maître Gims)                                    | 33                 | –                  | 27                 |                 |                                          |
| 2012 | "Coucou" (Colonel Reyel avec Maître Gims)                               | 149                | –                  | –                  |                 | Álbum de Colonel Reyel Soldat de l'amour |
| 2013 | "Fin de dream" (H Magnum feat. Maître Gims)                             | 170                | –                  | –                  |                 |                                          |
| 2013 | "AVF" (Stromae with Maître Gims & Orelsan)                              | 43                 | –                  | 38                 |                 | Álbum de Stromae Racine carrée           |
| 2013 | "Game Over" (Vitaa feat. Maître Gims)                                   | 1                  | 118*               | 7                  |                 |                                          |
| 2013 | "Le choix" (Dry feat. Maître Gims)                                      | 57                 | –                  | –                  |                 |                                          |
| 2013 | "Longueur d'avance" (Booba feat. Maître Gims)                           | 13                 | –                  | 48                 |                 | Álbum de Booba Futur 2.0                 |
| 2014 | "Pour commencer" (Marin Monster feat. Maître Gims)                      | 46                 | –                  | 77*                |                 |                                          |
| 2014 | "Prie pour moi" (Maska feat. Maître Gims)                               | 50                 | –                  | 94*                |                 |                                          |
| 2014 | "Du swagg" (DJ Kayz feat. H Magnum & Maître Gims)                       | 45                 | –                  | –                  |                 |                                          |
| 2014 | "A contre sens" (Shaniz feat. Maître Gims)                              | 89                 | –                  | –                  |                 |                                          |
| 2014 | "Laisse-moi te dire" (Mac Tyer feat. Maître Gims)                       | 40                 | –                  | 88*                |                 |                                          |
| 2014 | "Dans son sac" (Alonzo feat. Maître Gims)                               | 78                 | –                  | –                  |                 |                                          |
| 2015 | "Au cœur de Lutéce" (Hayce Lemsi feat. Maître Gims)                     | 184                | –                  | –                  |                 |                                          |
| 2015 | "Petit jaloux" (Lacrim feat. Maître Gims)                               | 64                 | –                  | –                  |                 | Álbum de Lacrim Ripro Vol. 2             |
| 2016 | "Pourquoi tu m'en veux? " (H Magnum feat. Maître Gims)                  | 89                 | –                  | 84*                |                 |                                          |

* No apareció en la lista oficial de Bélgica Ultratop 50, sino más bien en las listas Ultratip. Para las posiciones en Ultratip, se añadieron 50 posiciones para llegar a una posición Ultratop equivalente
Otras apariciones
- 2005: "Le Coup Final" (Black Mesrimes and Bakry feat. Maître Gims, Adams, Anraye & Haplokia (Maxi Le Pacte)
- 2006: "Spectre du débit" (Maître Gims feat. Lefa & JR O Crom)
- 2008: "Ghetto Girl" (feat. Kizito)
- 2008: "Yougata vibe" (feat. Mister you)
- 2008: "P'tit son d'été" (Sexion d'Assaut)
- 2009: "L'effet papillon" (Youssoupha)
- 2009: "D'après vous" (feat. Mister You & JR O Crom)
- 2009: "Wati Bonhomme" (feat. Dry)
- 2010: Ça Marche En Équipe (disco de H Magnum feat. Sexion d'Assault)
- 2011: "Donnez-nous de la funk" (feat. DJ Abdel en el álbum Evolution 2011)
- 2011: "Sahbi" (Sexion d'Assaut en el álbum compilatorio RaïN'B Fever 4)
- 2011: "Blood Diamondz" (feat. Sniper)
- 2012: "Avant qu'elle parte" (Sexion d'Assaut)
- 2012: "Excellent" (feat. H Magnum)
- 2012: "Mon Défaut" (feat. Dry)
- 2012: "Ils sont cools" (Orelsan feat. Gringe (Maître Gims aparece en el vídeo musical)
- 2014: "Prie Pour Moi" (Maska feat. Maître Gims)